# Koen Andries
Koen Andries (...) è un professore belga.
Insegna presso l'università di Anversa, oltre che ricercatore presso l'azienda farmaceutica Janssen Pharmaceutica. Nel 2005, in collaborazione con il suo team, ha pubblicato la scoperta relativa all'utilizzo del principio attivo bedaquilina che promette un trattamento contro la tubercolosi.

## Carriera
Laureatosi in veterinaria, conseguì il dottorato di ricerca presso l'università di Gand, in Belgio, nel 1975. Abbandonata l'università nel 1982, iniziò a lavorare presso la Janssen Pharmaceutica fino al 2004 a Beerse. Nel medesimo anno passò ad un'altra compagnia farmaceutica, la Tibotec, per continuare le sue attività di ricerca a Mechelen.